# Oligoclada monosticha
Oligoclada monosticha är en trollsländeart som beskrevs av Borror 1931. Oligoclada monosticha ingår i släktet Oligoclada och familjen segeltrollsländor. IUCN kategoriserar arten globalt som livskraftig. Inga underarter finns listade i Catalogue of Life.